# Gunnel Pettersson
Gunnel Pettersson, född 1960 i Malmö, är en svensk konstnär.
Gunnel Pettersson är utbildad på Konstfack i textil, konst och skulptur men har också en examen i data och video från Konsthögskolan. Hon var tidigt engagerad i den experimentella konstscenen som konstnär av video- och internetbaserad konst, men också som organisatör. Idag[när?] arbetar hon som lektor i filmisk gestaltning på Malmö högskola. Hon har tidigare varit prorektor på Konstfack i Stockholm och arbetat som prefekt och lektor i konst där. 
Som konstnär har hon bland annat haft separatutställningar på ID:I Galleri i Stockholm, Chiangmai University ArtMuseum i Thailand och Overgaden Kulturministeriets utställningshus i Köpenhamn. Gunnel Pettersson driver sedan 2010 projektet Odlingen som syftar till att bygga mening med hjälp av relationer och kommunikation i frågor kring t.ex. hållbar stads- och landsbygdsutveckling (biologisk/ekonomisk/politisk/social).